# Bosse "Bildoktorn" Andersson
För andra betydelser, se Bo Andersson.
Bo Sven Hadar Andersson, känd som Bosse "Bildoktorn" Andersson, född 3 april 1953 i Sävsjö, är en svensk programledare, bilmekaniker, lärare, författare och föredragshållare.

## Biografi
Bosse Andersson har arbetat som bilmekaniker sedan 1970-talet, och har även under en period varit fordonslärare. Han är främst känd från Sveriges Televisions TV-program Bosse Bildoktorn, sänt 2003–2005. Det var en uppföljare till radioprogrammet Fråga bildoktorn, som sändes mellan 1996 och 2019. Andersson medverkade även som lagledare för Sävsjö-laget i Sveriges Televisions underhållningsprogram Det stora matslaget 2013.
Han arbetar också som föredragshållare, konferencier och skribent samt fotograf. Den första tidningsartikeln skrevs 1987 och den första boken 1988. Sammanlagt har han skrivit tjugo böcker, flertalet är tekniska läroböcker för bilmekaniker, men även två läroböcker i bilengelska. Därutöver finns sex bilböcker för "vanligt folk" och en reseguide till Sveriges whiskydestillerier samt en till Skottlands whiskydestillerier.

## Priser och utmärkelser
Bosse Andersson utsågs till "Årets smålänning" år 2003.